# Simbario
Simbario község (comune) Olaszország Calabria régiójában, Vibo Valentia megyében.

## Fekvése
A megye keleti részén fekszik. Határai: Brognaturo, Cardinale, Pizzoni, Sorianello, Spadola, Torre di Ruggiero, Vallelonga és Vazzano.

## Története
A települést a 17. század környékén alapították, valószínűleg Emanuele Carafa, a nocerai herceg fiának parancsára. Korabeli épületeinek nagy része az 1783-as calabriai földrengésben elpusztult. A 19. század elején vált önálló községgé, amikor a Nápolyi Királyságban felszámolták a feudalizmust.

## Népessége
A népesség számának alakulása

## Főbb látnivalói
- Madonna delle Grazie-templom